# 屈扎克
屈扎克（法語：Cuzac，法語發音：[kyzak]）是法国洛特省的一个市镇，属于菲雅克区。

## 地理
屈扎克（44°34'46"N, 2°8'35"E）面积5.02 平方千米，位于法国奧克西塔尼大區洛特省，该省份为法国西南部内陆省份，北起顺时针与科雷兹省、康塔爾省、阿韦龙省、塔恩-加龙省、洛特-加龍省和多尔多涅省接壤。
与屈扎克接壤的市镇（或旧市镇、城区）包括：阿斯普里耶尔、布亚克、卡普德纳克、费尔赞斯、朗蒂亚克圣布莱斯。

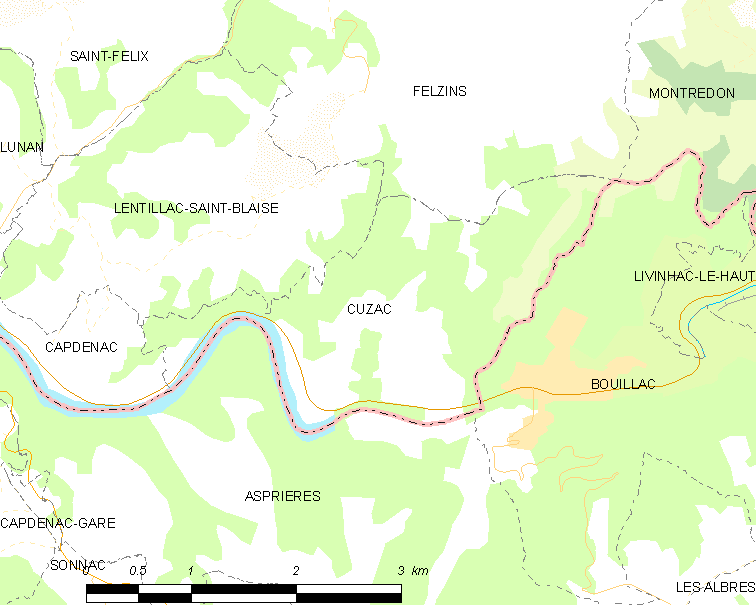
屈扎克的OSM定位图

屈扎克的时区为UTC+01:00、UTC+02:00（夏令时）。

## 行政
屈扎克的邮政编码为46270，INSEE市镇编码为46085。

## 政治
屈扎克所属的省级选区为菲雅克第二县。

## 人口

1962-2008年间屈扎克人口变化图示

屈扎克于2022年1月1日时的人口数量为242人。